# Michael Phillips (rugby à XV)
Pour les articles homonymes, voir Michael Phillips et Phillips.

a Compétitions nationales et continentales officielles uniquement.

b Matchs officiels uniquement.
Dernière mise à jour le 12 juillet 2023.
William Michael Phillips dit Mike Phillips, né le 29 août 1982 à Carmarthen, est un joueur international gallois de rugby à XV évoluant au poste de demi de mêlée. À l'issue de sa carrière, il compte 94 sélections avec l'équipe du pays de Galles entre 2003 et 2015.

## Biographie
Mike Phillips est un joueur atypique. En effet à l'instar de Byron Kelleher, il est un demi de mêlée à fort gabarit. De plus, il a une vitesse de pointe et puissance de percussion phénoménale pour son poste. Il joue avec les Llanelli Scarlets, puis les Cardiff Blues et les Ospreys avec qui il remporte la coupe anglo-galloise en 2008 et gagne la Celtic League en 2010. Il dispute son premier test match avec l'équipe du pays de Galles le 27 août 2003 contre l'équipe de Roumanie. Phillips fait son entrée dans le Tournoi des Six Nations le 12 février 2006. En 2011, il est élu meilleur demi de mêlée de la Coupe du Monde.
En juin 2011, il rejoint le club de l'Aviron bayonnais tout comme Joe Rokocoko, Neemia Tialata, Mark Chisholm, Sione Lauaki et Cédric Heymans. Malgré ce recrutement ambitieux, le club ne finit qu'à la 12e place du Top 14 à la fin de la saison, puis à la 8e place l'année suivante.	
Retenu par Warren Gatland dans le groupe des joueurs défendant les couleurs des Lions pour la tournée 2013 en Australie, il inscrit deux essais lors du premier match de cette tournée, à Hong Kong face aux Barbarians. Il est titularisé lors du premier test face aux Wallabies, remporté sur le score de 23 à 21 avant de laisser la place à l'Anglais Ben Youngs pour le deuxième test, Gatland expliquant cette décision par le fait que Phillips soufre d'un genou. Lors du dernier test, décisif après la victoire des Wallabies, il retrouve une place de titulaire. L'équipe des Lions, en s'imposant sur le score de 41 à 16, remporte sa première série de test-matches depuis 1997.

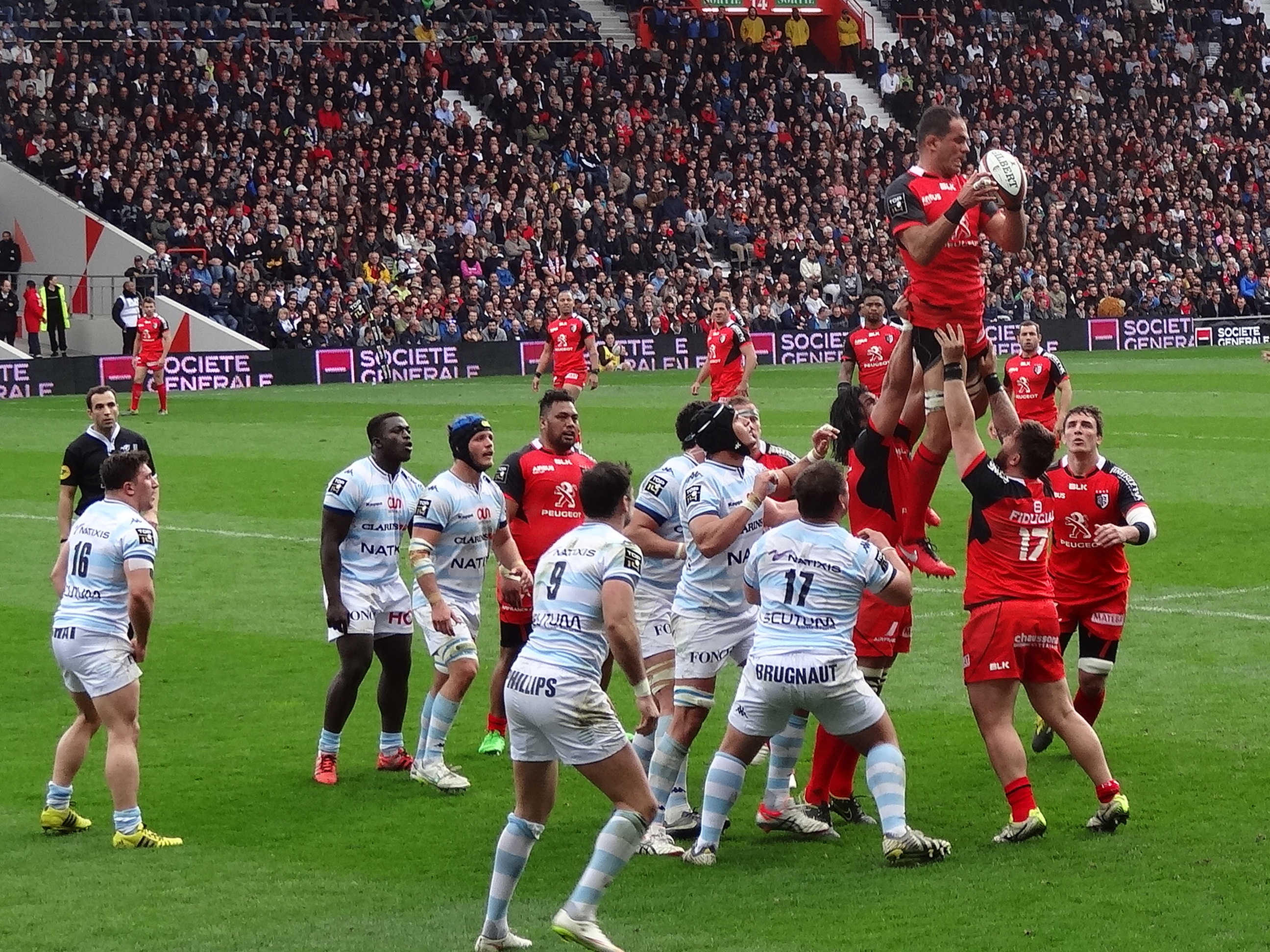
Mike Phillips (n° 9) en 2016 avec le Racing 92 face au Stade toulousain.

Le 26 octobre 2013, Mike Phillips est licencié par son club, l'Aviron bayonnais, après s'être présenté ivre à une séance vidéo.
Le 3 décembre 2013, il annonce rejoindre le Racing Metro 92. Il fait ses débuts avec son nouveau club quelques jours plus tard à l'occasion de la Coupe d'Europe face aux Harlequins où il est remplaçant
Figurant dans le groupe de joueurs préparant la Coupe du monde 2015, il n'est finalement pas conservé par l'entraîneur national Warren Gatland. Cependant, profitant du forfait de Rhys Webb, il est rappelé pour participer à celle-ci le 8 septembre.
Il annonce fin 2015 mettre un terme à sa carrière internationale, qu'il termine avec 94 sélections pour le XV du poireau et 6 sélections pour les Lions britanniques.
Après un titre de champion de France en juin 2016 avec le Racing 92, il rejoint le club anglais de Sale.
Le 11 avril 2017, il annonce son intention de mettre fin à sa carrière de joueur dès la fin de la saison 2016-2017. En novembre 2017, il sort de sa retraite pour épauler son ancien club des Scarlets qui fait face à une pénurie au poste de demi de mêlée durant la tournée d'automne des Gallois.

## Palmarès

### En club
- Vainqueur de la Coupe anglo-galloise en 2008 avec les Ospreys.
- Vainqueur de la Celtic League en 2010 avec les Ospreys.
- Finaliste de la Coupe d'Europe en 2016 avec le Racing 92.
- Vainqueur du Championnat de France en 2016 avec le Racing 92.

### En équipe nationale
- Vainqueur du Tournoi des Six Nations en 2008 (Grand Chelem), 2012 (Grand Chelem) et 2013
- Triples couronnes en 2008 et 2012

## Statistiques

### En équipe du pays de Galles
Mike Phillips compte 94 sélections avec le pays de Galles, dont 67 en tant que titulaire. Il totalise 45 points, neuf essais. Il obtient sa première sélection le 27 août 2003 contre la Roumanie.
Il participe à dix éditions du Tournoi des Six Nations, en 2006, 2007, 2008, 2009, 2010, 2011, 2012, 2013, 2014, 2015. Il participe à deux éditions de la coupe du monde, en 2007, où il affronte le Canada, l'Australie, le Japon et les Fidji, inscrivant un essai, et en 2011, disputant six rencontres, face à l'Afrique du Sud, les Samoa, les Fidji, l'Irlande, la France et l'Australie, marquant deux essais

### Avec les Lions britanniques
Mike Phillips participe à deux tournées des Lions britanniques et irlandais. La première fois en 2009 en Afrique du Sud, où il est titulaire lors des trois tests face aux Springboks, inscrivant un essai, disputant également trois autres rencontres et marquant un autre essai. La seconde en 2013 en Australie, où il dispute deux tests en tant que titulaire face aux Wallabies et dispute trois autres rencontres, dont le match face aux Barbarians où il inscrit deux essais.